# Ghiacciaio Potts
Il ghiacciaio Potts è un ghiacciaio lungo circa 15 km situato nella parte nord-occidentale della Dipendenza di Ross, nell'Antartide orientale. Il ghiacciaio, il cui punto più alto si trova a circa 1950 m s.l.m., si trova nell'entroterra della costa di Borchgrevink, nella parte sud-occidentale dei monti della Vittoria, dove fluisce verso sud scorrendo lungo la parte meridionale del versante occidentale dell'altopiano Malta e il versante orientale del monte Heg, fino a unire il proprio flusso a quello del ghiacciaio Mariner.

## Storia
Il ghiacciaio Potts è stato mappato da membri dello United States Geological Survey (USGS) grazie a fotografie aeree scattate dalla marina militare statunitense nel periodo 1960-64, e così battezzato dal Comitato consultivo dei nomi antartici in onore di Donald C. Potts, un biologo di stanza alla stazione McMurdo nella stagione 1966-67.